# Gentiana franchetiana
Gentiana franchetiana là một loài thực vật có hoa trong họ Long đởm. Loài này được Kusn. mô tả khoa học đầu tiên năm 1894.